# 唐赛儿民变
唐賽兒民变，又称唐赛儿起义，为明朝初期永乐十八年（1420年）发生于中国山东的一系列以白莲教为旗号的民变事件，民变领袖为民间称唐三姐的唐賽兒。

## 背景
明初建文年間，朱棣为了争夺皇位，发动了“靖难之役”，山东成了主要战场，战争令百姓流离失所。朱棣登基后，从南京迁都到北京，大修宫殿，又组织人力，南粮北调，还开挖运河，先后在山东征调数十万民夫，农民徭役负担沉重。加上水、旱灾害，瘟疫流行，群众生活十分艰难。山东、河南、山西、陕西等地的群众到了吃树皮、草根，卖儿卖女维持生活的地步。

## 经过
蒲台县城（今属滨州市）年轻女子唐赛儿，略通武艺和兵法，效法元末红巾军，以白莲教联络民众，自称「佛母」。往来于益都（今青州）、诸城、安丘、莒州（今莒县）、即墨、寿光等州县，密谋在滨州（今滨州北）举事。
永乐十八年初，率众500余转至益都西南山区发展队伍，立帅府于卸石棚寨（今唐赛儿寨）。该地峰高783米，四面皆危崖绝壁，上建水池、米仓，易守难攻。闰正月，唐赛儿以红白旗为号发动起义，击杀前往镇压的青州卫指挥使高凤等官兵千余人，声威大震。附近九州县董彦杲、宾鸿等数十支队伍纷起响应，众至数万。山东布政使储埏、张海等急向朝廷报警。成祖朱棣闻讯，遣使诱降唐赛儿，被拒绝，随即命柳升为总兵、刘忠为副总兵，率京军5000前往平定变乱。二月十一，柳升率部包围卸石棚寨。唐赛儿利用柳升骄狂的弱点，派人向其诈降，声称起义军将从东寨门夺路寻水宵遁，骗得柳升派重兵据守东寨门外待战。三月十三夜，唐赛儿命人驱羊群伪装起义军走东寨门下山，吸引明军主力，自率众从明军薄弱处突围，袭杀刘忠。黎明，柳升发觉中计，匆忙遣兵追击，然不知唐赛儿去向。
十六日，宾鸿率莒州、即墨义众万余攻安丘并声称要屠城，在海上備倭的都指揮衛青听闻安丘被围，于是率领千余骑兵昼夜兼行，起义军大败，被俘杀6000余人。柳升抵达后，衛青迎謁。柳升反而打衛青，称其專制。同日，鼇山衛指揮王貴亦击溃諸城变乱，山东战事遂平。行在刑部尚書吳中知道此事后弹劾柳升，明成祖得知后逮捕柳升入狱。但唐赛儿等隐匿于民间，官府很久都无法逮获，朱棣认为她削髮為尼或混處女道士中。遂命法司：凡是北京、山東境內尼姑及道姑，逮至京调查。
同年七月，段民担任山東左參政。当时因为逮捕唐賽兒甚急，盡逮山東、北京僧尼。之后又盡逮全国出家婦女，先後幾萬人。段民进行调查和抚恤后，民间情绪遂开始平定。有史书认为唐赛儿曾被逮捕，但最后脱身离去。三司郡縣的將校等官，皆因失寇而被伏法誅杀。

## 影响
唐赛儿举事，规模较小，前后不过一个月就被平定，但发生于明朝“永乐盛世”时期，对最高统治者震动较大，开始赈济灾区，减免税收，抚恤百姓，一大批平定变乱不力的官员也被惩办。

## 评价
《明史》记载“妖妇唐赛儿反”，但在民间很多人把她当作了一个传奇的英雄人物，至今，青州、滨州一带仍流传着唐赛儿的传说，并把唐赛儿的塑像竖立在滨州黄河大桥上，以供人们瞻仰。
清代文人吕雄曾著《女仙外史》，将唐赛儿赋予了神话色彩，“女仙，唐赛儿也，就是月殿嫦娥降世”。